# فارس (شخصية)
ڤارِس (بالإنجليزية: Varys)‏ هو شخصية خيالية في سلسلة روايات الخيال الفنتازيا الملحميّة أغنية الجليد والنار للمؤلف الأمريكي جورج آر. آر مارتن، وفي المسلسل التلفزيوني صراع العروش.
تم تقديم شخصية ڤارِس في رواية لعبة العروش عام 1996، وهو عبد سابق من مدينة لِيس وسيد الهمسات في كينجز لاندنج. ظهر لاحقًا في كتب مارتن صدام الملوك (1998)، وعاصفة السيوف (2000)، ورقصة مع التنانين (2011). أثبت أنه حليف رئيسي لنِد ستارك وتيريون لانستر في البلاط، لكن دوافعه الحقيقية تظل محاطة بالغموض بالنسبة لأولئك الذين يستعينون بخدماته.
تم تمثيل شخصية ڤارِس من قبل الممثل كونليث هيل في النسخة التلفزيونية من المسلسل الذي عرض على قناة إتش بي أو.